# Brazilla Carroll Reece

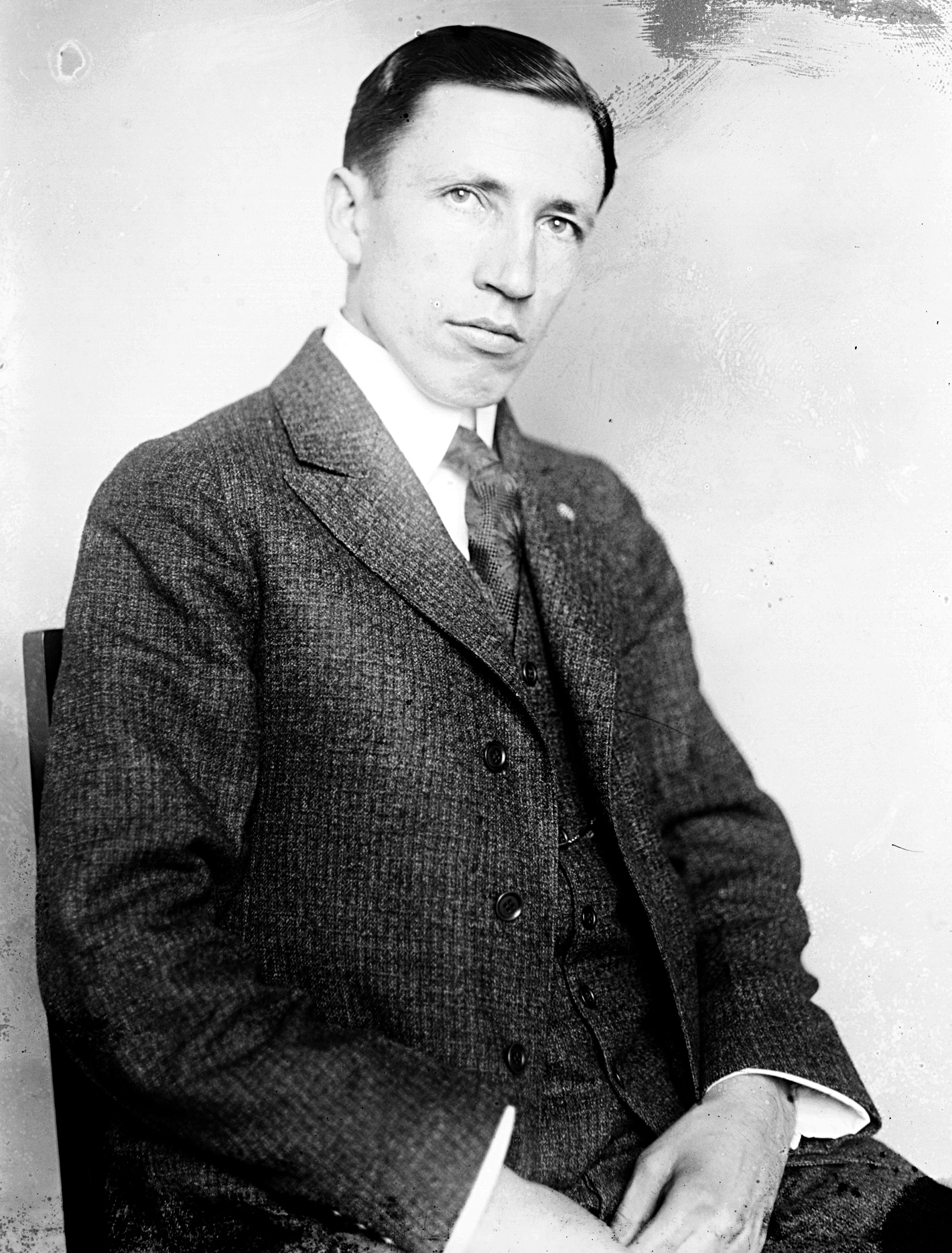
Brazilla Carroll Reece

Brazilla Carroll Reece (* 22. Dezember 1889 bei Butler, Johnson County, Tennessee; † 19. März 1961 in Bethesda, Maryland) war ein US-amerikanischer Politiker, der den Bundesstaat Tennessee im US-Repräsentantenhaus vertrat.

## Werdegang
Brazilla Carroll Reece wurde auf einer Farm in der Nähe von Butler, Tennessee geboren. Er besuchte die Watauga Academy, das Carson-Newman College, die New York University und die University of London. Danach eröffnete er erfolgreich eine Anwaltspraxis in Johnson City und war auch als Banker und Verleger tätig.
Reece war zwischen 1916 und 1917 ein stellvertretender Sekretär und Lehrer an der New York University. Anschließend verpflichtete er sich während des Ersten Weltkrieges im Mai 1917 in der US Army und diente bei den American Expeditionary Forces von Oktober 1917 bis Juli 1919. Im Verlauf seines Dienstes wurden ihm das Distinguished Service Cross, die Distinguished Service Medal, das Purple Heart und das französische Croix de guerre mit Palmen verliehen. Nach dem Krieg kehrte er in die Vereinigten Staaten zurück und war zwischen 1919 und 1920 als Leiter der Fachschule für Betriebswirtschaft (School of Business Administration) der New York University tätig.
Reece gewann 1920 die republikanische Nominierung für Tennessees ersten Kongressbezirk, begründet im Dreistädtegebiet im nordöstlichen Teil des Staates. Dieser Landesteil hatte sich 1861 nicht an der Abstimmung über die Abspaltung des Staates beteiligt. Ferner war dieses Gebiet stark republikanisch geprägt – tatsächlich hielten die Republikaner diesen Bezirk trotz alldem vier Jahre lang seit 1859 und es war eines von wenigen Gebieten in den früheren Konföderierten Staaten, wo die Republikaner regelmäßig gewannen. Reece gewann die spätere Wahl im November und wurde danach noch vier weitere Male wiedergewählt, bevor er 1930 durch Oscar Lovette bei einer erneuten Nominierung besiegt wurde. Danach besiegte Reece 1932 Lovette ebenfalls und kehrte so in den Kongress zurück. Dort war er bis 1947 tätig, da er sich entschlossen hatte zurückzutreten, um seine volle Aufmerksamkeit dem Vorsitz über das Republican National Committee zu widmen, eine Stellung, die er seit 1946 innehatte.
Als ein Mitglied der konservativen "Old Guard"-Fraktion der Republikanischen Partei war Reece ein überzeugter Anhänger von Ohios Senator Robert A. Taft, dem Oberhaupt des konservativen Parteiflügels. 1948 und 1952 war Reece ein starker Befürworter von Tafts Kandidatur bei der republikanischen Präsidentschaftsnominierung. Allerdings verlor Taft beide Nominierungen gegenüber gemäßigten Republikanern. Er weigerte sich 1956 das Southern Manifesto, dass sich gegen Rassenintegration wandte, zu unterzeichnen.
Als Delegierter zur Republican National Convention war Reece 1928, 1932, 1936, 1940, 1944 und 1948 tätig. Ferner war er Mitglied des Board of Regents des Smithsonian Institution in den Jahren 1945 und 1946.
Reece war bei den Wahlen von 1948 der republikanische Kandidat für einen offenen Senatssitz, verlor aber gegen den demokratischen Abgeordneten Estes Kefauver. Allerdings kandidierte er zwei Jahre später gegen Dayton E. Phillips, den Mann, der ihn auf seinem alten Abgeordnetensitz folgte und besiegte ihn bei den republikanischen Vorwahlen. Dies alles stellte seine Rückkehr in den stark republikanisch geprägten Kongressbezirk sicher. Danach wurde er noch fünf weitere Male wiedergewählt. Als die Republikaner nach den Wahlen von 1952 die Kontrolle über das Repräsentantenhaus errangen, wurde Reece Vorsitzender des Sonderausschusses über steuerfreie Stiftungen (Special Committee on Tax Exempt Foundations), verlor aber diesen Posten nach der Wahl von 1955 an die Demokraten, als diese die Kontrolle wieder errangen. Während seiner Amtszeit im Kongress galt er als sozial und finanzwirtschaftlich Konservativer, der den Isolationismus und die Bürgerrechtsgesetzgebung unterstützte.
Brazilla Carroll Reece verstarb am 19. März 1961 in Bethesda, Maryland, zwei Monate nach der Vereidigung für seine 18. Amtszeit. Er wurde auf dem Monte Vista Memorial Park in Johnson City beerdigt.
Reece war länger im Abgeordnetenhaus als jeder andere Politiker sonst in Tennessees Geschichte (wenngleich Jimmy Quillen, der ihm letztendlich als Abgeordneter des ersten Bezirks folgte, den Rekord für die längste ununterbrochene Amtszeit als Tennessees Abgeordneter im Repräsentantenhaus aufstellte), wobei Kenneth McKellar in beiden Häusern länger diente. Zu dieser Zeit war er eine Rarität in der Politik – ein erheblich älterer republikanischer Abgeordneter aus einem früheren Konföderiertenstaat.
Brazilla Carroll Reece war mit Louise Goff, Tochter von US-Senator Guy D. Goff aus West Virginia, verheiratet. Nach dem Tod ihres Ehemannes war sie dazu bestellt worden, den restlichen Teil seiner nicht abgelaufenen Amtszeit im Kongress zu absolvieren.

## Internationale Kontroverse
Während des Kalten Kriegs provozierte Reeces Statement, "Die Bürger Danzigs sind Deutsche, da sie es immer gewesen waren", einer Gegendarstellung der kommunistisch-polnischen Propaganda.